# Cabo
 (срп. Кабо) мексичка је теленовела, продукцијске куће Телевиса, снимана 2022. Заснована је на мексичкој теленовели Tú o nadie из 1985. коју је креирала Марија Заратини. У серији играју Барбара де Рехил и Матијас Новоа.

## Улоге
| Глумац             | Улога                              |
| ------------------ | ---------------------------------- |
| Барбара де Рехил   | Софија Чавес                       |
| Матијас Новоа      | Алехандро Норијега                 |
| Ева Седењо         | Изабела Ескаланте                  |
| Дијего Амозуруција | Едуардо Торес                      |
| Ребека Џонс        | Лусија де Норијега (епизоде 1–50)  |
| Рафаел Инклан      | Алфонсо „Пончо“ Чавес              |
| Азела Робинсон     | Лусија де Норијега (епизоде 51–85) |